# Хорошилов, Владимир Александрович
Влади́мир Алекса́ндрович Хороши́лов (15 июля 1911 года — 7 августа 1988 года) — советский военный лётчик, генерал-майор авиации, участник Советско-финской и Великой Отечественной войн. Герой Советского Союза (1940).

## Биография
Родился в Одессе в семье рабочего. Окончил два курса рабфака. Был комсомольским работником.
В РККА с 1932 года. В 1933 году окончил военную школу пилотов, а в 1936 году — военную школу командиров звеньев (ныне — Борисоглебский учебный авиационный центр подготовки лётного состава имени В. П. Чкалова). В 1938 году вступил в ВКП(б).
Принимал участие в Советско-финской войне, являлся командиром звена 48-го скоростного бомбардировочного авиаполка 18-й бомбардировочной авиабригады 7-й армии Северо-Западного фронта. Летал на самолёте «СБ». Совершил 45 боевых вылетов на бомбардировку войск и оборонительных рубежей противника.
Указом Президиума Верховного Совета СССР от 21 марта 1940 года за образцовое выполнение боевых заданий командования и проявленные при этом отвагу и геройство старшему лейтенанту Хорошилову было присвоено звание Героя Советского Союза.
Вскоре Хорошилову было присвоено звание капитана, он был назначен заместителем командира скоростного бомбардировочного авиаполка.
Участник Великой Отечественной войне с июня 1941 года. Воевал на Южном, Юго-Западном, Закавказском, 2-м Украинском и 4-м Украинском фронтах.
После войны продолжил службу в Вооружённых Силах СССР. В 1950 году окончил Курсы усовершенствования офицерского состава.
В 1970 году Хорошилов ушёл в запас в звании генерал-майора. Жил в Киеве, работал старшим инженером Госснаба Украинской ССР.
Скончался 7 августа 1988 года. Похоронен в Киеве на Байковом кладбище.

## Награды
- Герой Советского Союза (21 марта 1940 года):
  - медаль «Золотая Звезда» № 187,
  - орден Ленина;
- два ордена Красного Знамени (23.2.1942; 30.4.1954);
- орден Александра Невского (№ 23311; 19.2.1945);
- орден Отечественной войны I степени (11.3.1985);
- три ордена Красной Звезды (6.11.1947; 1.10.1963; 22.2.1968);
- медаль «За боевые заслуги» (3.11.1944);
- другие награды.